# Cultura di Yaz

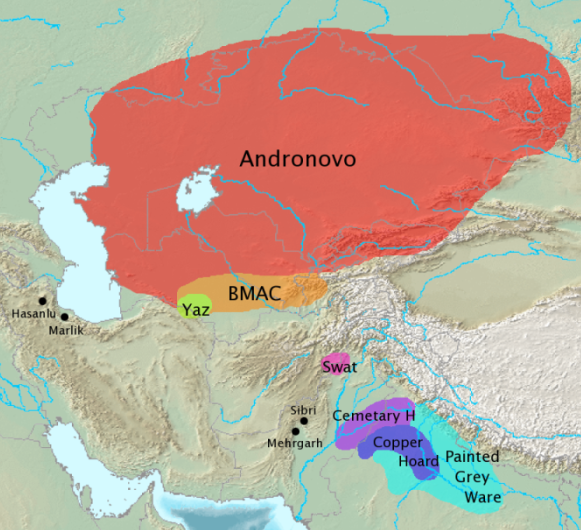
Culture archeologiche associate con la migrazione degli Indoiranici/Indoariani. La cultura di Yaz è evidenziata in verde

La cultura di Yaz (o cultura di Yaz-depe ) era una cultura della tarda età del bronzo - prima età del ferro sviluppatasi nei territori della Bactria e della Margiana tra il 1500 e il 1100 a.C. circa.

## Insediamenti
Gli insediamenti di questa cultura vennero edificati sia su insediamenti precedenti sia su territori vergini. Caratteristiche sono le torri in pietra e le case di grandi dimensioni che erano spesso associate a sistemi di irrigazione.

## Ceramiche
La ceramica era inizialmente prodotta a mano, successivamente si nota un incremento nell'uso della ruota del vasaio per la sua produzione.

## Identificazione etnica

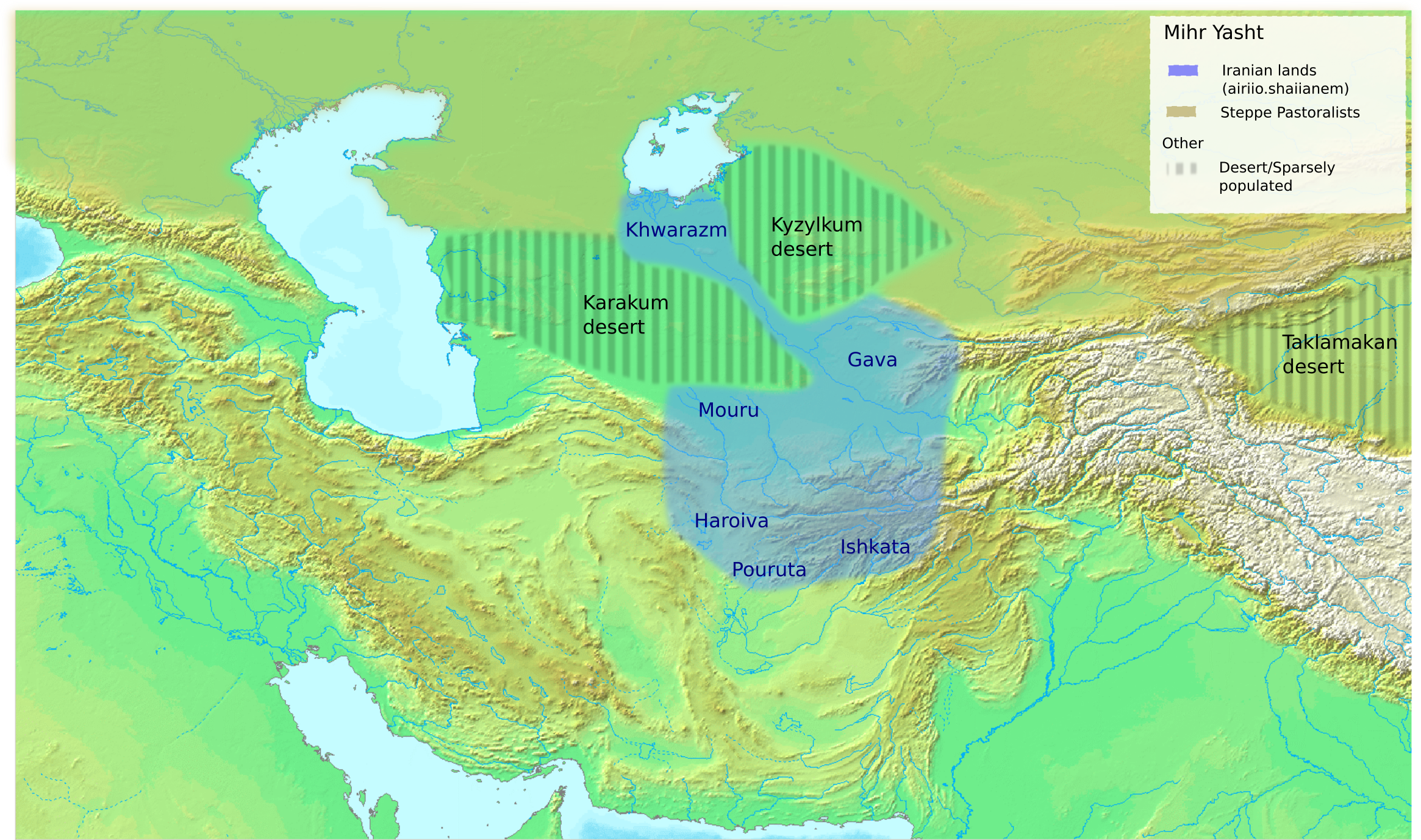
Localizzazione approssimativa dei nomi di luogo menzionati nel Mihr Yasht dell'Avestā, corrispondenti ai luoghi abitati dai primi Iranici

È stata considerata come una prova archeologica di un'antica cultura iranica così come descritta nell'Avestā. Al momento non sono state rinvenute sepolture ascrivibili a questa cultura: questo elemento è preso come possibile evidenza della pratica del rito funerario zoroastriano di esporre i corpi all'aperto (detta torre del silenzio) che non avrebbe lasciato tracce materiali.

## Paleogenetica
Uno studio del 2021 di Kumar et al. ha stabilito che nell'età del ferro, la popolazione di questa regione era caratterizzata da una combinazione di ascendente genetiche provenienti dalle precedenti popolazioni del complesso archeologico battriano-margiano e dalla cultura di Andronovo.